# Eucelatoria teffeensis
Eucelatoria teffeensis là một loài ruồi trong họ Tachinidae.